# 権現堂公園
権現堂公園（ごんげんどうこうえん）は、埼玉県幸手市及び久喜市に位置する埼玉県営の都市公園（広域公園）である。指定管理者制度に基づき、権現堂公園管理事務所（特定非営利活動法人幸手権現堂桜堤保存会、幸手市の共同事業体）が管理・運営を行っている。

## 概要

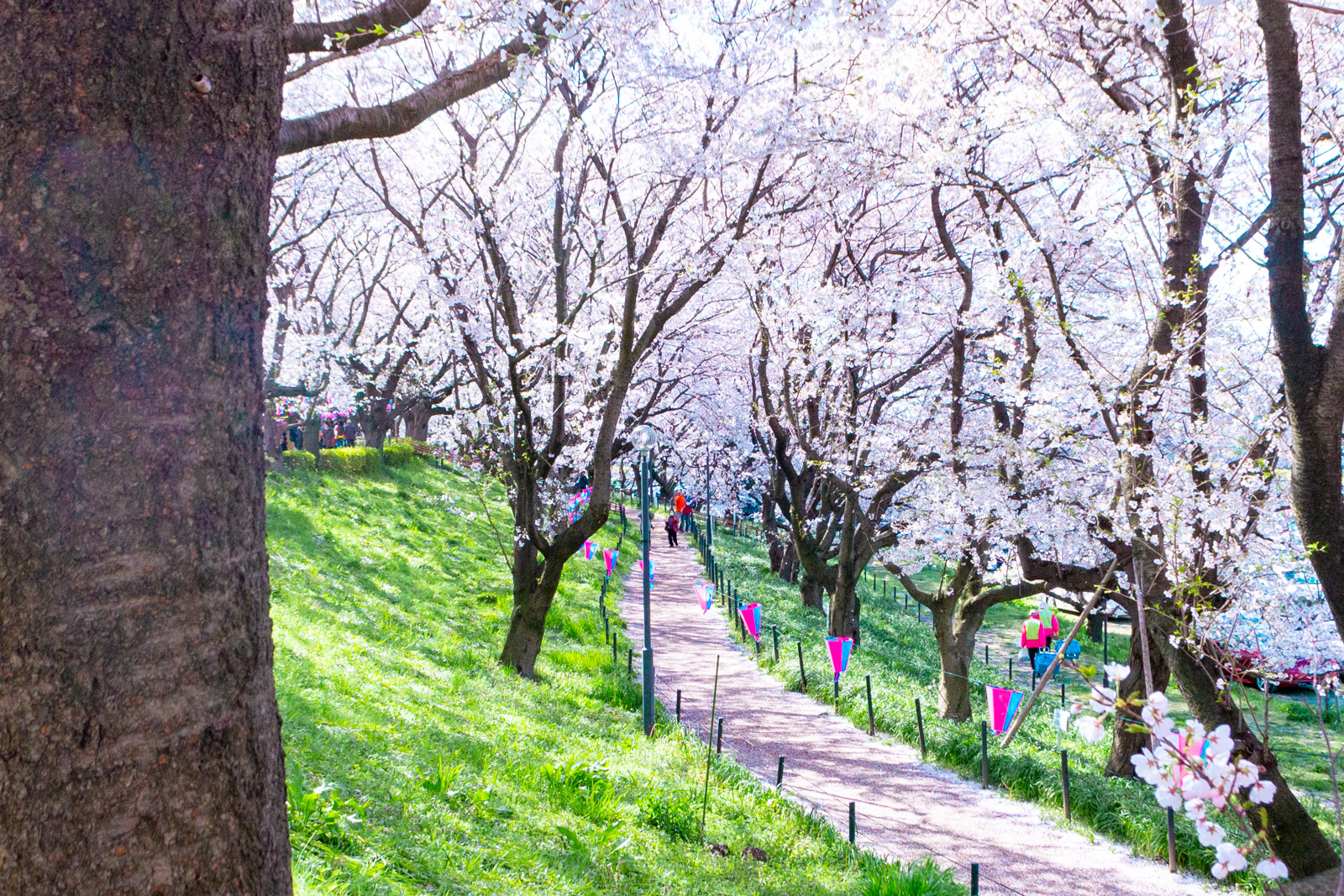
権現堂公園の桜

敷地は、桜の名所として親しまれている権現堂堤や権現堂調節池（行幸湖）沿いに、調節池特有の水辺景観等を活用しながら、1号公園（多目的運動広場、ジョギングコース、水生花園、駐車場）から4号公園（桜堤、駐車場）までの4つのエリアで構成されている。
1号～4号公園の4か所に分かれており、2022年10月16日に2号公園が供用開始となり、権現堂公園の全域が完成した。

## 沿革
- 江戸時代 - 権現堂堤が完成。
- 昭和初年 - 桜まつりを初開催。
- 1949年 - 太平洋戦争中に燃料として伐採された桜を再び植樹し、現在の桜並木のもととなる。
- 1988年 - 農地に菜の花を作付。
- 1995年 - 権現堂桜堤と国道4号間の一部を「権現堂公園」として整備する事業が開始。
- 2008年4月 - 1号公園〈多目的運動広場〉が一部開園。
- 2011年4月 - 1号公園、4号公園〈幸手権現堂桜堤〉が全面開園。
- 2015年4月 - 3号公園〈万葉の公園〉が全面開園。
- 2022年10月 - 2号公園〈ハッピー公園〉が全面開園。権現堂公園の全域が完成。

## 交通アクセス
公式サイト「アクセス」 も参照。
- 東武日光線幸手駅から五霞町役場前行きバスで権現堂停留所下車（2025年2月1日以降は、「権現堂入口」下車、徒歩約5分[3]）。またはタクシーで5分程度。

## 駐車場
駐車場は無料で収容できる。ただし桜まつり開催期間中は有料。